# Carlos Alberto Correa Martínez

Bischofswappen von Carlos Alberto Correa Martínez

Carlos Alberto Correa Martínez (* 17. Juli 1968 in Medellín, Departamento de Antioquia) ist ein kolumbianischer Geistlicher und römisch-katholischer Bischof von Apartadó.

## Leben
Carlos Alberto Correa Martínez empfing am 27. November 1993 durch den Bischof von Sonsón-Rionegro, Flavio Calle Zapata, das Sakrament der Priesterweihe.
Am 3. Dezember 2013 ernannte ihn Papst Franziskus zum Titularbischof von Severiana und zum Apostolischen Vikar von Guapi. Der Apostolische Nuntius in Kolumbien, Erzbischof Ettore Balestrero, spendete ihm sowie auch Medardo de Jesús Henao del Río MXY und Joselito Carreño Quiñonez MXY am 15. Februar des folgenden Jahres die Bischofsweihe; Mitkonsekratoren waren der emeritierte Apostolische Vikar von Inírida, Antonio Bayter Abud MXY, und der Bischof von Sonsón-Rionegro, Fidel León Cadavid Marín.
Am 19. März 2024 ernannte ihn Papst Franziskus zum Bischof von Apartadó. Die Amtseinführung fand am 11. Mai desselben Jahres statt.